# Coram populo
La locuzione latina coram populo significa davanti a tutto il popolo (Orazio, Ars Poetica, 185), da intendersi quindi come 'in pubblico', 'alla presenza di tutti'.
L'espressione si usa per indicare una notizia comunicata alla totalità degli interessati, o comunque ad un vasto pubblico, oppure un evento che si svolga con le stesse caratteristiche di pubblicità.
Quando è adoperata in senso ironico o scherzoso, caratterizza tale pubblicità come non desiderabile.